# 見江島

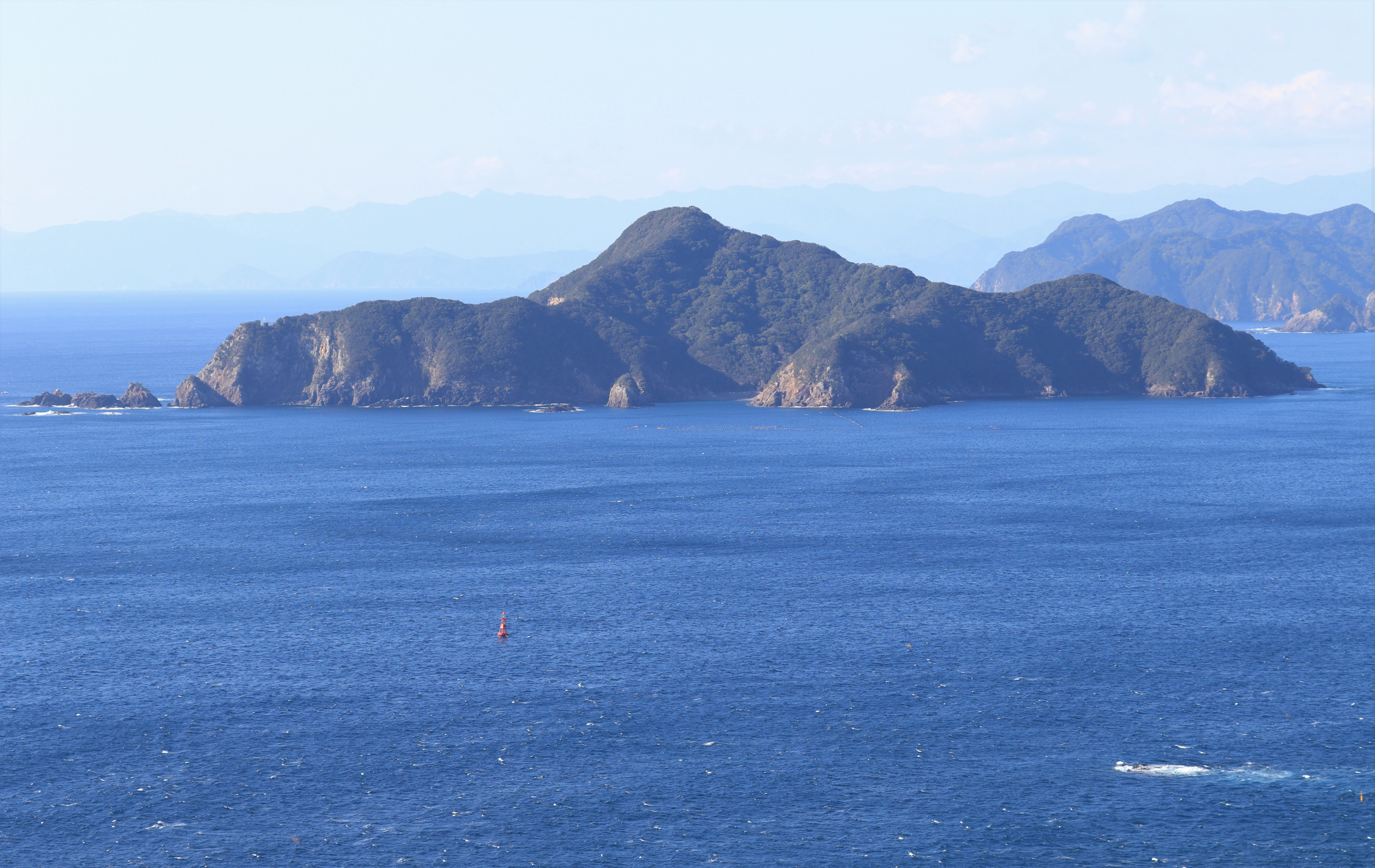
丸山方面、すなわち、東寄りの方向から見た見江島。

見江島（みえじま）とは、紀伊半島の南東岸、熊野灘に突き出た鵜倉半島の先端のすぐ近くの太平洋上に位置する島である。付近の一帯は伊勢志摩国立公園に指定されている。

## 地形
見江島は北緯34度14分45秒、東経136度33分3秒付近に位置しており、この場所は三重県南部の度会郡南伊勢町に属しており、住所表記は度会郡南伊勢町道行竈字見江島である。見江島は熊野灘に存在する数ある島々の1つであり、この付近は地殻変動の結果として沈降して形成されたリアス式海岸が見られる。見江島の海岸線も、近隣地域の海岸線と同様に入り組んでおり、潮吹き穴も存在する。また、リアス式海岸の海岸付近では、しばしば見られる小さな岩礁などが、見江島の周囲にも複数個存在する。なお、島内は平坦ではない。
地質的には中生代の的矢層に属し、頁岩・砂岩系の層を成している。なお、的矢層は志摩半島南部から尾鷲港がある尾鷲湾付近までの熊野灘沿岸に分布している地層である。

## 観光
見江島は、三重県の旧南島町に属する島の1つであり、1997年時点で無人島であった。付近の海岸線は、いわゆるリアス式海岸で入り組んでおり、南島町だけでも海岸線の総延長は121 kmを超えていた。そのような南島町の長い海岸部の中でも、鵜倉半島付近は、南島町内および伊勢志摩国立公園内における景勝地とされていた。鵜倉半島は海の近くまで比較的標高の高い場所が迫っており、最も高い場所の標高は191 mある。半島の山上は「鵜倉園地」として整備が行われ、4つの展望台が設けられており、その中の1つは見江島の方向を見るための展望台である。

## 生物相
島の山地には暖地性植物が繁茂する。
島内の洞窟にイワツバメが生息している。イワツバメは本州中部以北において、典型的には渡り鳥であって、夏鳥であるはずである。しかし見江島に住み着くイワツバメは、さらに越冬までする個体もいる事が確認されている。1963年（昭和38年）9月12日に「見江島いわつばめ棲息地」の名称で、三重県指定天然記念物となった。
ただし、20世紀末頃において、島に棲息するイワツバメの数は減少傾向にあり、指定当時は100羽を数える程度が越冬していた。

## 人工物
島内には「見江島燈台」が設置されている。